# Charles FitzRoy, 10:e hertig av Grafton
Charles Euston FitzRoy, 10:e hertig av Grafton, född 4 juni 1892, död 11 november 1970, var en brittisk ädling, sonson till Augustus FitzRoy, 7:e hertig av Grafton (1821–1918).
Han gifte sig första gången i januari 1918 med Lady Doreen Maria Sydney Buxton (1897–1923), dotter till Sydney Charles Buxton, Earl of Buxton. Han gifte sig andra gången 1924 med Lucy Eleanor Barnes (d. 1943), dotter till Sir George Stapylton Barnes. Han gifte sig tredje gången 1944 med Rita Emily Carr-Ellison (d. 1970).
Charles Euston gjorde delvis en militär karriär, avslutad som major, och tjänstgjorde bland annat som adjutant hos generalguvernören i Sydafrika. Han var också fredsdomare i perioder för Suffolk.
Han efterträdde sin barnlöse kusinson John FitzRoy, 9:e hertig av Grafton (1914–1936) , som hertig av Grafton 1936.

## Barn
- Hugh FitzRoy, 11:e hertig av Grafton (1919–2011)
- Lady Anne Mildred Ismay FitzRoy (1920– )
- Lt. Lord Charles Oliver Edward FitzRoy (1923–1944)
- Lord Edward Anthony Charles FitzRoy (1928–2007)
- Lord Michael Charles FitzRoy (1932– drunknade vid Salomonöarna 1954)